# Moros y Cristianos de Murcia
Moros y Cristianos de Murcia es una fiesta que tiene lugar en la ciudad de Murcia, Comunidad Autónoma de la Región de Murcia, España declarada como Fiesta de Interés Turístico Internacional en 2025.

## Origen de la Fiesta
La fiesta tiene su origen en dos grandes acontecimientos que marcan la ciudad de Murcia, la fundación de la ciudad en el año 825, por Abderramán II, y la entrega de llaves de musulmanes a cristianos, de la mano del Infante Alfonso de Castilla y posterior Rey Alfonso X El Sabio en el año 1243. Estos dos momentos históricos, separados por el tiempo más de 400 años, se interpretan en dos embajadas, que se representan en el corazón de la ciudad, junto a la actual Catedral de Murcia y antigua mezquita. Mientras que la embajada de la fundación de Murcia se celebre el último domingo de la Feria de Murcia. La embajada de la entrega de llaves se celebra un día después, el último día de fiestas.

## La historia de la Fiesta
Según Ricardo Montes, “Las Actas capitulares de la ciudad fechadas en marzo de 1426 aportan un interesante dato. Con motivo de la fiesta de aniversario del rey Juan II, se organizó una celebración, que se repetiría en diversas ocasiones, durante la primera mitad del siglo XV, en las que se incluyeron pasacalles con músicos y pendones “junto a los cuales desfilaba un cuantioso número de juglares, moros y cristianos”. Por cierto que estos moros no eran sino moriscos procedentes del Valle de Ricote que cobraban por su participación , viniendo en ocasiones otros moriscos de Lorquí.”

## Antigüedad de la Fiesta
La fiesta, tal y como la conocemos ahora, nace como tal en 1983, si bien se empieza a gestar en 1981, como consecuencia de la celebración del 1150 aniversario de la fundación de la ciudad de Murcia.
En 1981 existían dos asociaciones que estaban preocupadas por mantener el patrimonio histórico y cultural de la Región de Murcia: la Asociación Pro-defensa del Patrimonio Histórico- Artístico y la Asociación de Amigos de los Castillos.
Uno de los actos que se acuerda realizar es la realización de un desfile de Moros y Cristianos por las calles de Murcia de forma que se diera a conocer a todos los murcianos.
Para su realización se brindó la Asociación Santas Justa y Rufina de Orihuela y en el desfile participaron escuadras de Orihuela, de Abanilla, y por supuesto grupos de festeros de Murcia. Estos desfilaron en 1982. Así, el 21 de abril de 1983, sale el primer desfile de Moros y Cristianos por las calles de Murcia. En junio de 1983 se creó la Federación de Fiestas y ese mismo año, en septiembre, dieron comienzo los desfiles propios.
Desde los inicios se crearon dos bandos de acuerdo a la historia: un bando moro y un bando cristiano. Cada uno de los bandos estaba formado por grupos. En el caso del bando moro se denominan cábilas y en el bando cristiano se denominan mesnadas.
Los grupos fundadores de la fiesta fueron cinco, cuatro grupos moros y uno cristiano. Por el bando moro desfilaron los grupos Mudéjares, Abderramán II, Ib-Arabí y Aben-Mardenix. Por el bando cristiano desfiló la Mesnada Cuartel de los Caballeros del Temple. 
Inicialmente la fiesta se enmarcó dentro de las Fiestas de Primavera de Murcia, si bien muy poco después se trasladaron a septiembre, en la época de la Feria de Murcia y que en esos momentos no tenía actos populares como los que la fiesta de Moros y Cristianos ofrecía.

## La Asociación
La Asociación se crea en 1983, una vez que se observa el impulso que tiene la fiesta en la ciudad de Murcia. Pasa a denominarse Federación de Moros y Cristianos de Murcia "Civitas Murcie"

## Los grupos
Hay 15 grupos que forman parte de la fiesta de Moros y Cristianos, 8 grupos moros y siete grupos cristianos.

### Grupos moros
- Cábila Abu al-Abbás al-Mursi
- Cábila Aben Amar
- Cábila Abderramán II
- Cábila Almohades
- Cábila Almorávides de Mursiya
- Cábila Ibn Arabí
- Cábila Ibn Mardenix
- Cábila Mudéjares

### Grupos cristianos
- Mesnada Caballeros y Damas de Jaime I El Conquistador
- Mesnada Caballeros y Damas de la Orden de Santiago
- Mesnada Caballeros y Damas de la Virgen de la Arrixaca
- Mesnada Caballeros y Damas de San Juan de Jerusalén
- Mesnada Caballeros y Damas Infante Don Juan Manuel
- Mesnada Cuartel de los Caballeros del Temple
- Mesnada Huestes de Fernando III

## Fechas de la Fiesta
La fiesta coincide con la Feria de Murcia, en las primeras semanas del mes de septiembre. Siempre empieza el lunes que se inaugura la fiesta y finaliza el lunes anterior a la subida de la Virgen de la Fuensanta a su Santuario.
Las fechas más importantes son las siguientes:
- Lunes. Pregón e inauguración del campamento medieval
- Martes. Presentación de las abanderadas de los grupos festeros
- Viernes. Desfile de bienvenida a la Fiesta
- Sábado. Gran desfile de Moros y Cristianos de Murcia
- Domingo. Alarde de arcabucería y recreación histórica de la Fundación de la ciudad de Murcia
- Lunes. Desfile de la entrada triunfal cristiana. Recreación histórica de la entrega de llaves de Murcia por el Rey Ibn Hud al Intante Alfonso de Castilla

## Cargos de la Fiesta
Al igual que otras muchas fiestas, desde el inicio se ve la necesidad de nombrar unos representantes de la Fiesta que sean los que representen a las figuras más emblemáticas. Así se consideran lo que en Murcia hemos denominado cargos festeros. Estos han ido cambiando con el paso del tiempo. En la actualidad son los siguientes:
- Rey Moro Ibn-Hud, que es un representante de uno de los grupos del bando moro. Se elige anualmente y de forma rotatoria. Al ser 8 grupos moros, a cada grupo le toca una vez cada ocho años.
- Infante Alfonso de Castilla, que es un representante de uno de los grupos del bando cristiano. Se elige cada año de forma rotatoria. Al ser 7 grupos cristianos, a cada grupo le toca una vez cada siete años.
- Abanderada mayor, miembro de uno de los grupos y representante de todos los festeros. Cada año cada grupo presenta una abanderada que representa a su grupo. De entre todas las abanderadas que hay, se elige una mediante votación de un jurado.
- Abanderada infantil, miembro también de uno de los grupos pero de edad menor de 14 años. Al igual que la abanderada mayor, cada grupo presenta una abanderada y la abanderada infantil es elegida por un jurado entre las presentadas por los grupos.
- Festero del año, que es un miembro en activo de un grupo y que es elegido por la Junta Directiva de la Federación. Anualmente, cada grupo presenta una propuesta para festero del año y se elige entre los presentados. Se nombra con carácter anual.
- Embajador moro, cargo que representa en la embajada de la entrega de llaves la figura del embajador del rey moro. Este cargo es vitalicio.
- Embajador cristiano, cargo que representa en la embajada de la entrega de llaves la figura del embajador del Infante Alfonso de Castilla. Este cargo es vitalicio.